# 向生·西绕松布
向生·西绕松布（1395年—1457年），藏族，噶玛约巴亚卡顶地方（今属昌都县）人，藏传佛教格鲁派高僧。

## 生平

### 出生
“向生·西绕松布'”意译为“菩萨·善慧贤”。其名又称“麦·西绕松布”。这是由于格鲁派初创时，有两位西绕松布处于同一时代。一位是在阿里地区弘传佛法的西绕松布，因阿里地势较高，藏史中称为上部，为便区分，故在其名字前冠以“堆”（意为上部的“上”），称作“堆·西绕松布”（即“上·西绕松布”）。另一位就是本文叙述的在多康地区弘传佛法的西绕松布，多康地区在藏史中称为下部，故在其名字前冠以“麦”（意为下部的“下”），称作“麦·西绕松布”（即“下·西绕松布”）。麦·西绕松布，有时简称“麦·西松”。有时为表尊敬，又称他为“向生曲杰·西绕松布”，简称“杰·西松”。
向生·西绕松布的亲传弟子桑吉松布著有《向生·西绕松布小传》，记述了其生平。向生·西绕松布的出生地点分别有出生于囊谦、类乌齐、昌都这三种说法。
- 囊谦说：《向生·西绕松布小传》载，向生·西绕松布“出生在康囊谦贝西地方，父亲叫贝格千户长日鲁，母亲为阿吉玛。他诞生于木阴猪年。”藏历木阴猪年是明朝洪武二十八年（1395年）。[1]
- 类乌齐说：第司·桑杰嘉措著《格鲁派教法史——黄琉璃宝鉴》载，“向生曲杰·西绕松布出身在类乌齐约西贝达千户长的家族。”[1]
- 昌都说：《冉然宗教源流水晶宝鉴》载，“向生曲杰·西绕松布出身在嘎玛约西德格千户长之公子家里。”（此处原文有误，“德格”应为“贝格”。据《向生·西绕松布小传》和《格鲁派教法史——黄琉璃宝鉴》更正）《昌都县简志》载，下·西绕松布“出生在昌都嘎玛区约巴乡亚卡顶地方。”[1]

以上三说是由于同一地点在不同时期归属不同地方导致。在调查向生·西绕松布的出生地时，噶玛寺堪布噶玛西珠称：“向生·西绕松布的出生地是噶玛约巴亚卡顶地方。过去噶玛约巴等地属于类乌齐，现在噶玛约巴等地划入昌都县，所以，不管地方归属如何变，向生·西绕松布的出生地噶玛约巴地方不会变。”约巴位于昌都县北部，因同青海囊谦靠近，故称“康囊谦贝西地方”。西藏和平解放前，约巴等地归属类乌齐管辖，西藏和平解放后划归昌都县。

### 皈依噶玛噶举派
向生·西绕松布出生后一两年还未说话。许多人认为他可能是个哑巴。一天，他突然开始说话，称母亲为“阿妈”，并自称“西绕松布”。母亲遂高兴地祈福念经。7岁时，他拿着一匹蓝色绸缎，在亲属带领下，到附近的噶玛寺朝拜法主噶玛巴·得银协巴。西绕松布向噶玛巴敬献绸缎，噶玛巴·得银协巴为其授近事戒，并且告诉他就按他自己说出的名字叫“西绕松布”。噶玛巴还称，“要爱惜好小孩，他对弘扬佛法会有好处的。”随后，西绕松布在噶玛寺拜曲杰曲白松布、向秋巴江央扎巴、格勒巴仁青加瓦等高僧为师，学习显宗及密宗。由上述记载看，向生·西绕松布最初是信奉噶玛噶举派。

### 皈依格鲁派
《向生·西绕松布小传》中称其“23岁前到卫一带”，故向生·西绕松布到卫一带的时间约在1418年。他到卫一带学法，聆听宗喀巴讲经之后，即改宗，投宗喀巴门下。经班禅释迦的介绍，由觉登更堆岗的斯朗桑布为堪布、泽当的大善知识释迦桑吉为导师、大持律师仁青巴为教师，给西绕松布授近圆戒。
此后，西绕松布在桑普寺、甘丹寺、哲蚌寺等处拜师求学受戒。他还聆听了宗喀巴讲解的《菩提道次论》、《量释论》等。宗喀巴特为根敦朱巴、向生·西绕松布讲解了因明学，还要二人学好因明学。他还在曲杰贾曹杰处学习《菩提论》、《中观理聚五论》，在曲杰都增巴处学习《菩提道次第》、《律经》等，在色拉寺曲杰释迦益西处领受无量寿佛、大白伞盖法等灌顶传承。
后来，他出任色拉寺教主达吉桑布的副讲。他认真学习显宗、密宗经论及大小五明论，成为高僧。在许多格西参加的法会上，他对五部大论中的所有疑难进行讲解，受到僧众欢迎。
藏历“马年”，在担任色拉寺副讲期间，一次他突然有了回噶玛寺一带弘扬格鲁派的想法。当时，其导师向崩巴将向生·西绕松布请去，赐其一方氆氇、一顶帽子后称，“你尽早到康区去，为康区的弘传佛法之事尽其所能。”随后，向生·西绕松布专程到贾曹杰尊前请教。贾曹杰闻知后说：“回康区传教很好！在那里有一座名山叫类乌齐，在它附近是你的法缘和事业成就的地方，不要再犹豫。”贾曹杰还赠其钱财资助。

### 康区弘法
向生·西绕松布启程后，经过了琼布丁青、杂曲河沿线、昂曲河上下游、类乌齐、绒布、查果、东坝等地，沿途向当地民众传授显密佛教，订律仪，奠定下建寺之基础。一次，根敦朱巴梦见宗喀巴变成飞翔的大鹏鸟，根敦朱巴和西绕松布变成两只雄鹰，跟在大鹏鸟两侧。根敦朱巴认为，这是宗喀巴的教法在康区弘扬的祥兆。赴康区时，和向生·西绕松布同行的有师徒7人。向生·西绕松布在觉益寺为50位僧人讲经修证。
在向生·西绕松布“50岁的鼠年”（即1444年）住在目格修行洞之时，在各地头人、堪布的多次祈请及众僧要求之下，创建寺院的祥瑞降临，他便“在杂曲和昂曲两河汇合处的台地上，创建了昌都曲科强巴林寺”。当日，正好有人敬献一尊金质的释迦牟尼佛像。次日，又有人敬献曼陀罗。这是吉祥的缘起。在大神变月的最末日，他举行了大乘长净仪式。
次月一日，举行了制作密集金刚坛城的法会，并着手举办祈祷大法会。十五日，举办僧众仪仗仪式，向生·西绕松布笑对僧众称：“过去有些僧人没来，今天不要像过去那样不来。”夏扎扎西桑布手持盛着圣水的宝瓶走在前面，听到有人说今日应有一祥瑞，于是便边走边用宝瓶洒下长长的圣水，一直洒至大宝塔的旁边。向生·西绕松布称好，说一直直走是寺院兴盛的庆贺事。
随后，向生·西绕松布为一二百名僧人讲经，后有超过千名僧人来听讲，他为这些僧众不分季节地讲经。这时，僧众和当地作为施主的千户长要求他建一座佛殿。向生·西绕松布答应后称，要在寺庙下部的玛塘中间，塑一尊高大的释迦牟尼像，杂曲河和昂曲河便如同献给佛像的圣水。他还说，今年要在寺内雕一尊巨大的木质释迦牟尼像，以便众人朝拜。
有一次，在杂曲河上建桥，但未找到合适的位置，向生·西绕松布来到了娘所地方，经过测量称这里不好，还是在原址建好。众人不解其意，便往下挖，挖出了以前桥梁残存的朽木，方才奠定桥基，建起了杂曲河桥，向生·西绕松布在石头上留下了脚印。后来，大桥虽遇地震和风雨雷电不断侵袭，但因他为杂曲河加持了法力，所以大桥一直十分稳固。
向生·西绕松布“63岁时的牛年七月，身体开始不适”。“十月二十三日，向生·西绕松布圆寂。”